# Lacey Evans
Macey Estrella Evans, meglio conosciuta con il ring name Lacey Evans (Marietta, 24 marzo 1990), è una wrestler statunitense.

## Carriera

### World Wrestling Entertainment (2016–2023)
Il 12 aprile 2016 è stato annunciato che Macey Estrella Evans aveva firmato un contratto con la WWE, venendo mandata al Performance Center per ricevere ulteriore allenamento. Il 20 ottobre seguente ha debuttato sul ring, con il suo vero nome, partecipando ad una Battle Royal durante un house-show di NXT, che però è stata vinta da Ember Moon.
Nella puntata di NXT dell'11 gennaio 2017 ha fatto la sua prima apparizione televisiva venendo sconfitta, insieme a Sarah Bridges, da Billie Kay e Peyton Royce. Nella puntata di NXT del 3 maggio ha adottato il ring name Lacey Evans e ha partecipato ad una Battle Royal per decretare la prima sfidante all'NXT Women's Championship di Asuka, dove però è stata eliminata da Peyton Royce. Il 16 giugno 2017 ha preso parte al torneo Mae Young Classic, dove vincendo contro Taynara Conti al primo turno ma perdendo contro Toni Storm al secondo. Il 25 ottobre ha partecipato ad una Battle Royal per guadagnare uno dei quattro posti per il Fatal 4-Way match di TakeOver: WarGames con in palio il vacante NXT Women's Championship, ma è stata eliminata da Candice LeRae.
Il 17 gennaio 2018 Lacey Evans ha sconfitto Aliyah, debuttando con una nuova gimmick da soldatessa ed effettuando un turn-heel; al termine dell'incontro ha tenuto un promo in cui ha affermato che si sarebbe sbarazzata dell'intera divisione femminile, per poi allontanarsi dal ring all'arrivo di Shayna Baszler. Nella puntata di NXT del 26 dicembre ha partecipato ad un Fatal 4-Way match per determinare la prima sfidante all'NXT Women's Championship della Baszler a TakeOver: Phoenix, che includeva anche Io Shirai, Mia Yim e Bianca Belair, ma l'incontro è stato vinto da quest'ultima; si è trattato della sua ultima apparizione ad NXT, poiché il 7 gennaio 2019 è stato annunciato che sarebbe stata promossa nel roster principale insieme a EC3, Lars Sullivan e Nikki Cross.
Il 27 gennaio 2019, a Royal Rumble, Lacey Evans ha partecipato alla rissa reale entrando per prima e venendo eliminata da Charlotte Flair dopo mezz'ora di permanenza sul ring. Nelle settimane successive si è presentata negli show di Raw e SmackDown facendo delle passerelle sullo stage e limitandosi a salutare i fan. Nella puntata di Raw dell'8 aprile, successiva a WrestleMania 35, ha attaccato la nuova campionessa Becky Lynch; la settimana dopo ha sconfitto Natalya diventando la prima sfidante al Raw Women's Championship. Il 19 maggio, a Money in the Bank, è stata sconfitta dalla Lynch ma più tardi ha aiutato Charlotte Flair a vincere lo SmackDown Women's Championship prima di essere fermata da Bayley, la quale ha incassato con successo la valigetta sulla Flair. Il 23 giugno, a Stomping Grounds, la Evans è stata nuovamente battuta dalla Lynch per il Raw Women's Championship; la sera stessa ha ricoperto il ruolo di arbitro speciale nel match per lo Universal Championship tra il campione Seth Rollins e lo sfidante Baron Corbin, cercando di favorire quest'ultimo ma senza successo. Il 14 luglio, ad Extreme Rules, la Evans e Corbin sono stati sconfitti dalla Lynch e Rollins in un Mixed Tag Team match senza squalifiche che vedeva in palio sia il Raw Women's Championship sia lo Universal Championship.
In autunno Lacey Evans ha avuto una breve faida con Natalya, conclusasi il 6 ottobre ad Hell in a Cell con una sconfitta. Pochi giorni dopo, per effetto della draft-lottery, si è trasferita nel roster di SmackDown. Il 18 ottobre ha preso parte ad una Six-Pack Challenge che comprendeva anche Carmella, Dana Brooke, Mandy Rose, Nikki Cross e Sonya Deville per decretare la prima sfidante allo SmackDown Women's Championship di Bayley, ma la contesa è stata vinta dalla Cross. Il 31 ottobre, a Crown Jewel, ha perso nuovamente contro Natalya nel primo incontro femminile della storia in uno show in Arabia Saudita. Il 24 novembre, a Survivor Series, ha fatto parte del Team SmackDown per il 5-on-5-on-5 Tag Team Elimination match vinto dal Team NXT; durante l'incontro la Evans è stata eliminata da Natalya (Team Raw) dopo venti minuti di permanenza sul ring. Il 29 novembre ha attaccato Bayley e Sasha Banks, le quali stavano accusando le altre donne di essere troppo deboli per rappresentare SmackDown, effettuando un turn-face. Il 26 gennaio, a Royal Rumble, è stata sconfitta dalla campionessa Bayley in un match valevole per lo SmackDown Women's Championship.
Il 5 aprile, durante la seconda serata di WrestleMania 36, Lacey Evans ha preso parte ad un Fatal 5-Way Elimination match valevole per lo SmackDown Women's Championship (le altre partecipanti erano la campionessa Bayley, Naomi, Sasha Banks e Tamina), ma è stata eliminata per ultima da Bayley a causa dell'intervento della Banks. Il 10 maggio, a Money in the Bank, ha partecipato all'omonimo match insieme a Carmella, Dana Brooke, Nia Jax, Shayna Baszler e Asuka, ma è stata quest'ultima a staccare la valigetta. Nella puntata di SmackDown del 14 agosto ha preso parte ad una Battle Royal per determinare la prima sfidante allo SmackDown Women's Championship di Bayley, ma è stata eliminata da Shotzi Blackheart.
Il 12 ottobre 2020, per effetto della draft-lottery, si è trasferita nel roster di Raw, dove ha iniziato a fare coppia con Peyton Royce. Il 5 gennaio 2021 le due hanno sconfitto Asuka e Charlotte Flair grazie all'aiuto del padre di quest'ultima, Ric Flair, che ha tradito la figlia poiché invaghito della Evans (kayfabe). Nella puntata di Raw del 15 febbraio ha annunciato di essere incinta e di doversi quindi prendere una lunga pausa (legit).
Nella puntata di SmackDown dell'8 aprile 2022 ha fatto il suo ritorno dopo più di un anno, raccontando la sua storia personale.

## Vita privata
Macey Estrella Evans è sposata con un uomo di nome Alfonso Kadlec, dal quale ha avuto due figlie.

## Personaggio

### Mosse finali
- KO punch

### Soprannomi
- "Class Lady"
- "Lady of NXT"
- "Sassy Southern Belle"

### Musiche d'ingresso
- Bad Girl, Good Boy di Kimberly Korn (2016–2018)
- Like a Lady dei CFO$ (2018–2021)
- Bet On Me dei Def Rebel (2022–2023)

## Titoli e riconoscimenti
- American Premier Wrestling
  - APW World Heavyweight Championship (1)
- Pro Wrestling Illustrated
  - 23ª tra le 100 migliori wrestler femminili nella PWI Women's 100 (2018)[1]